# Сокке
«Сокке» (кор. 석계역) — пересадочная станция Сеульского метроː эстакадная на Первой линии (Кёнвон) и подземная на Шестой линии. На станции установлены платформенные раздвижные двери.
Она представлена тремя платформамиː островной на Первой линии и двумя боковыми на Шестой линии. Станция на 1 линии обслуживается корпорацией железных дорог Кореи (Korail), на 6 линии — корпорацией скоростного транспорта Сеула (SMRT). Расположена в квартале Вольке-дон района Новонгу города Сеул (Республика Корея).
Пассажиропоток — на 1 линии 24 946 и на 6 линии 28 250 чел/день (на 2012 год).
Станция Сокке была открыта 14 января 1985 года на уже действующем участке Первой линии Университет Кванвоон (119) — Сувон (Р155), введённым в эксплуатацию 15 августа 1974 года, между станциями Сонбук (сейчас Университет Кванвоон 119) и Синимун (121). На Шестой линии станция была открыта 7 августа 2000 года.